# 亚希德内 (库皮扬斯克区)
亚希德内（烏克蘭語：Ягідне），又按俄语名译为亚戈德诺耶（俄语：Ягодное），是位於烏克蘭東部的村莊，由哈爾科夫州庫皮揚斯克區的彼得罗巴甫利夫卡市镇負責管轄。該村始建於1923年，面積0.69平方公里，海拔高度178米，2001年人口476，人口密度每平方公里689.9人。